# Zé Rafael
José Rafael Vivian (Ponta Grossa, Paraná, Brasil, 16 de junio de 1993), conocido como Zé Rafael, es un futbolista ítalo-brasileño. Juega como centrocampista y su equipo actual es el Palmeiras del Campeonato Brasileño de Serie A.

## Trayectoria
Nacido en Ponta Grossa el 16 de junio de 1993, Zé Rafael comenzó su carrera de futbolista en el equipo de Coritiba. En 2015, fue enviado a préstamo al Londrina, donde jugó 58 partidos y marcó 10 goles, destacando en el Campeonato Brasileño Serie B de 2016.
El 6 de enero de 2017, fichó por el Bahia por tres temporadas. Su primer partido por Bahia fue ante el Jacobina, el 29 de enero de 2017 por el Campeonato Baiano.
Zé Rafael fichó por el Palmeiras el 29 de noviembre de 2018. Se reportó el traspaso por R$14,5 millones, la venta más cara en la historia del Bahia.

## Estadísticas
Actualizado al último partido disputado el 20 de agosto de 2020.
| Club | Div.          | Temporada     | Liga  | Liga  | Estatal | Estatal | Copas nacionales(1) | Copas nacionales(1) | Copas internacionales(2) | Copas internacionales(2) | Otras(3) | Otras(3) | Total | Total |
| Club | Div.          | Temporada     | Part. | Goles | Part.   | Goles   | Part.               | Goles               | Part.                    | Goles                    | Part.    | Goles    | Part. | Goles |
| --- | ------------- | ------------- | ----- | ----- | ------- | ------- | ------------------- | ------------------- | ------------------------ | ------------------------ | -------- | -------- | ----- | ----- |
| Coritiba · Brasil |               |               |       |       |         |         |                     |                     |                          |                          |          |          |       |       |
| 1.ª | 2012          | -             | -     | 1     | 0       | -       | -                   | -                   | -                        | -                        | -        | 1        | 0     |       |
| 1.ª | 2013          | 5             | 0     | 7     | 0       | 2       | 0                   | 2                   | 0                        | -                        | -        | 16       | 0     |       |
| 1.ª | 2014          | 3             | 0     | 5     | 0       | -       | -                   | -                   | -                        | -                        | -        | 8        | 0     |       |
| 1.ª | 2015          | 0             | 0     | 1     | 0       | -       | -                   | -                   | -                        | -                        | -        | 1        | 0     |       |
| 1.ª | 2016          | 0             | 0     | 0     | 0       | -       | -                   | -                   | -                        | -                        | -        | 0        | 0     |       |
| Total club | Total club    | 8             | 0     | 14    | 0       | 2       | 0                   | 2                   | 0                        | 0                        | 0        | 26       | 0     |       |
| Novo Hamburgo · Brasil |               |               |       |       |         |         |                     |                     |                          |                          |          |          |       |       |
| GA | 2014          | -             | -     | 6     | 3       | 4       | 0                   | -                   | -                        | -                        | -        | 10       | 3     |       |
| Total club | Total club    | 0             | 0     | 6     | 3       | 4       | 0                   | 0                   | 0                        | 0                        | 0        | 10       | 3     |       |
| Londrina · Brasil |               |               |       |       |         |         |                     |                     |                          |                          |          |          |       |       |
| 3.ª | 2015          | 16            | 2     | -     | -       | -       | -                   | -                   | -                        | -                        | -        | 16       | 2     |       |
| 2.ª | 2016          | 32            | 4     | 10    | 4       | 1       | 0                   | -                   | -                        | -                        | -        | 43       | 8     |       |
| Total club | Total club    | 48            | 6     | 10    | 4       | 1       | 0                   | 0                   | 0                        | 0                        | 0        | 59       | 10    |       |
| Bahia · Brasil |               |               |       |       |         |         |                     |                     |                          |                          |          |          |       |       |
| 1.ª | 2017          | 36            | 3     | 10    | 1       | 2       | 0                   | -                   | -                        | 12                       | 1        | 60       | 5     |       |
| 1.ª | 2018          | 33            | 4     | 12    | 3       | 4       | 1                   | 8                   | 3                        | 11                       | 2        | 68       | 13    |       |
| 1.ª | 2019          | -             | -     | -     | -       | -       | -                   | -                   | -                        | 0                        | 0        | 0        | 0     |       |
| Total club | Total club    | 69            | 7     | 22    | 4       | 6       | 1                   | 8                   | 3                        | 23                       | 3        | 128      | 18    |       |
| Palmeiras · Brasil |               |               |       |       |         |         |                     |                     |                          |                          |          |          |       |       |
| 1.ª | 2019          | 27            | 5     | 4     | 0       | 3       | 2                   | 4                   | 0                        | -                        | -        | 38       | 7     |       |
| 1.ª | 2020          | 3             | 0     | 16    | 1       | 0       | 0                   | 2                   | 0                        | -                        | -        | 21       | 1     |       |
| Total club | Total club    | 30            | 5     | 20    | 1       | 3       | 2                   | 6                   | 0                        | 0                        | 0        | 59       | 8     |       |
| Total carrera | Total carrera | Total carrera | 155   | 18    | 72      | 12      | 16                  | 3                   | 16                       | 3                        | 23       | 3        | 282   | 39    |
| (1) Incluye datos de la Copa de Brasil (2) Incluye datos de la Copa Sudamericana y la Copa Libertadores (3) Incluye datos de la Copa do nordeste |               |               |       |       |         |         |                     |                     |                          |                          |          |          |       |       |

## Palmarés

### Títulos estatales
| Título                | Club            | País               | Año  |
| --------------------- | --------------- | ------------------ | ---- |
| Campeonato Paranaense | Coritiba        | Paraná             | 2012 |
| Campeonato Paranaense | Coritiba        | Paraná             | 2013 |
| Copa do Nordeste      | Bahia           | Nordeste de Brasil | 2017 |
| Campeonato Baiano     | Bahia           | Bahía              | 2018 |
| Campeonato Paulista   | S. E. Palmeiras | San Pablo          | 2020 |
| Campeonato Paulista   | S. E. Palmeiras | San Pablo          | 2022 |

### Títulos nacionales
| Título         | Club            | País   | Año  |
| -------------- | --------------- | ------ | ---- |
| Copa de Brasil | S. E. Palmeiras | Brasil | 2020 |
| Serie A        | S. E. Palmeiras | Brasil | 2022 |

### Títulos internacionales
| Título              | Club (*)        | País               | Año  |
| ------------------- | --------------- | ------------------ | ---- |
| Copa Libertadores   | S. E. Palmeiras | Río de Janeiro     | 2020 |
| Copa Libertadores   | S. E. Palmeiras | Montevideo         | 2021 |
| Recopa Sudamericana | S. E. Palmeiras | Curitiba/São Paulo | 2022 |

(*) Incluyendo la selección.